# Monster Magnet
O Monster Magnet é uma banda estadunidense de stoner rock, citada como uma das mais sucedidas e influentes do estilo. Vindos de Red Bank, New Jersey, o grupo foi formado por Dave Wyndorf (vocal e guitarra), John McBain (guitarra), Tom Diello (bateria) e Tim Cronin (vocal e baixo). No início, a banda chamava "Dogs of Mistery" e mais tarde "Airport 75", até mudar definitivamente para "Monster Magnet" (nome tirado de uma música do Frank Zappa & The Mothers of Invention, Return of the Son of Monster Magnet).

## História
Em 1989, a banda lança duas demo tapes cassetes: "Forget About Life, I'm High on Dope" e "I'm Stoned, What Ya Gonna Do About It?" O primeiro lançamento oficial da banda, é o EP auto-intitulado, lançado pela gravadora alemã Glitterhouse Records. Em 1991, a banda assina com a Caroline Records e lança seu primeiro álbum completo, o clássico Spine of God (relançado em 2006 com o EP "Tab" e capa e arte nova). O próximo lançamento foi um EP de quatro faixas chamado Tab, entre as quatro faixas, a faixa título tem a impressionante duração de 32 minutos. Devido a conflitos de personalidade, o guitarrista "McBain" foi demitido da banda, logo após o lançamento do "Tab", logo sendo substituído por Ed Mundel, ex-guitarrista do Atomic Bitchwax.
Em 1993 a banda lança o álbum Superjudge. Embora o álbum foi lançado por uma gravadora "major" (A&M Records) e é considerado outro clássico da banda, o álbum não vendeu o esperado. O álbum seguinte, Dopes to Infinity, mais influênciado pelo pop, acaba gerando um hit com a canção "Negasonic Teenage Warhead", mas na situação de vendas, a banda continua a mesma. O líder Wyndorf, acaba se mudando para Las Vegas, Nevada para começar a compor o álbum Powertrip (1998), que acaba tornando-se um mega sucesso, com direito a entrada nas paradas da Billboard estadunidense. O álbum Powertrip deu uma guinada no som da banda, com menos um som mais simples e acessível (embora ainda continuasse pesado), do que o stoner rock low-fi que a banda praticava. O guitarrista Phil Cavaino junta-se a banda em 1998. O primeiro single, "Space Lord", tornou-se um sucesso radiofônico e com isso, a banda embarca em turnês com bandas como Aerosmith, Metallica e Marilyn Manson. Em 2000, a banda lança o álbum God Says No, último pela gravadora A&M Records. Após o lançamento, Joe Calandra e Jon Kleiman deixam a banda devido a conflitos internos com Wyndorf, que dão o lugar a  Jim Baglino e Bob Pantella respectivamente. Em 2003, a banda assina com a gravadora SPV Records e lança em 2004, o álbum Monolithic Baby!. Em março de 2005, o guitarrista "Phil Cavaino" deixa a banda, após 7 anos de serviços prestados.Rumores indicam, que um álbum novo e um DVD são esperados para 2007. Em fevereiro de 2006, o líder da banda, teve uma overdose de remédios, mas sobreviveu e hoje em dia já está recuperado.

## Integrantes

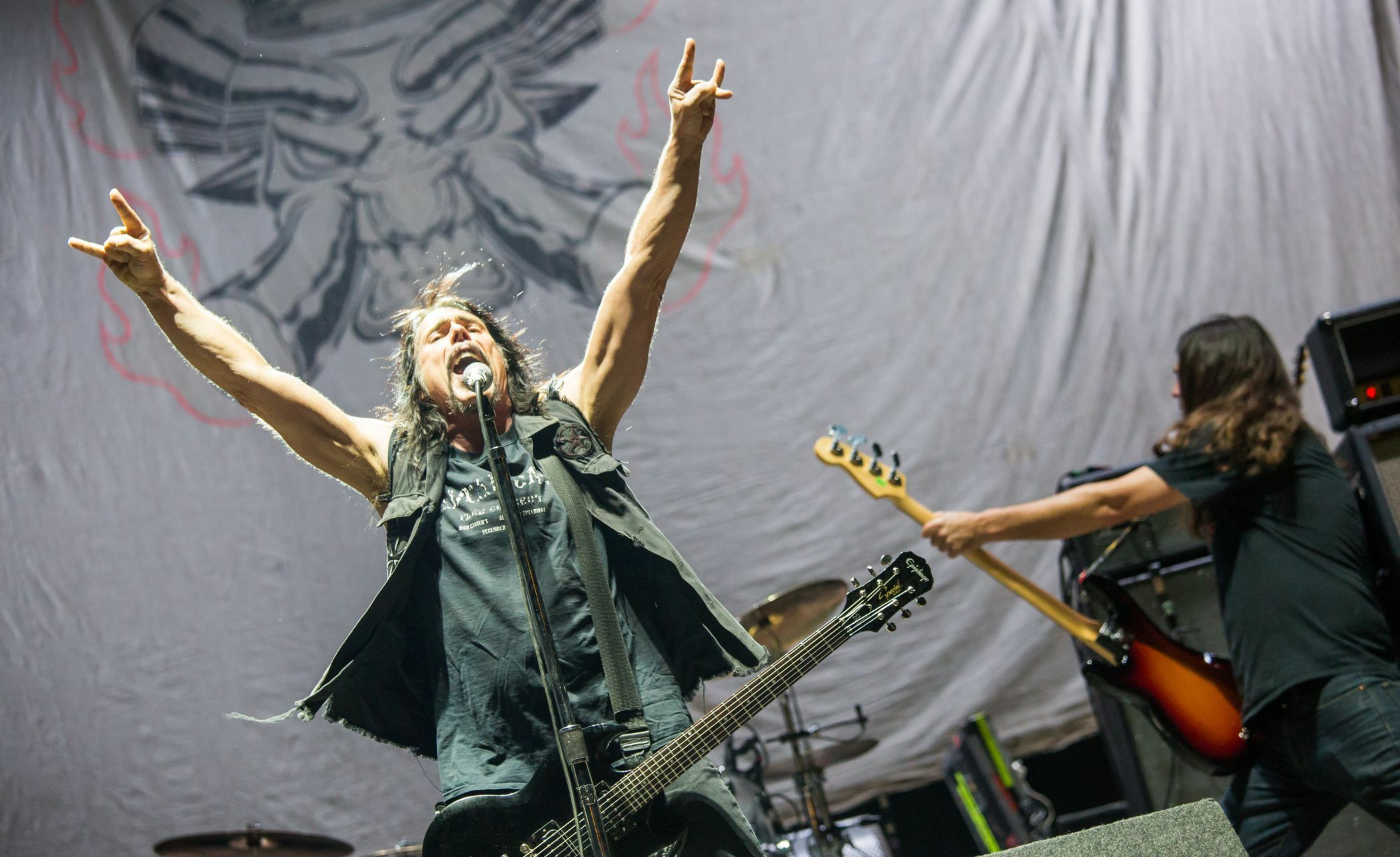
Monster Magnet ao vivo em 2017.

### Formação atual
- Dave Wyndorf – vocal, guitarra base (1989–presente)
- Phil Caivano – guitarra base (1998–presente)
- Bob Pantella – bateria (2004–presente)
- Garrett Sweeny – guitarra solo (2010–presente)
- Chris Kosnik – baixo (2013-presente)

### Ex-integrantes
- John McBain – guitarra solo (1989-1993)
- Tim Cronin – bateria, vocal (1989–1990)
- Tom Diello – bateria (1989–1991)
- Ed Mundell – guitarra solo (1993–2010)
- Joe Calandra – baixo (1991–2001)
- Jon Kleiman – bateria (1991–2001)
- Jim Baglino – baixo (2001–2013)

## Discografia

### Álbuns
- 1991 - Spine of God
- 1993 - Superjudge
- 1995 - Dopes to Infinity
- 1998 - Powertrip
- 2000 - God Says No
- 2004 - Monolithic Baby!
- 2007 - 4 Way Diablo
- 2010 - Mastermind
- 2013 - Last Patrol

### EP's
| Ano  | Título         | Notas                                                 |
| 1990 | Monster Magnet | Único lançamento pela gravadora Glitterhouse Records. |
| 1991 | Tab            | Último lançamento pela Caroline Records.              |

### Coletâneas
| Ano  | Título        | Notas                                          |
| 1990 | Greatest Hits | Álbum de compilação, lançado pela A&M Records. |